# چارلز ینسن (ژیمناست)
چارلز ینسن (دانمارکی: Charles Jensen; ۲۴ دسامبر ۱۸۸۵ – ۵ ژوئن ۱۹۲۰) ژیمناست هنری اهل دانمارک بود.